# MFK Žarnovica
MFK Žarnovica là một câu lạc bộ bóng đá Slovakia đến từ Žarnovica. Hiện tại đội bóng thi đấu ở 3. liga (cấp độ 3 trong hệ thống bóng đá Slovakia).

## Màu sắc và huy hiệu
Màu sắc của đội bóng là đen-trắng và đỏ-vàng.